# Caught with the Goods
Pour plus de détails, voir Fiche technique et Distribution.
Caught with the Goods est un film américain réalisé par Nick Cogley et sorti en 1917.

## Fiche technique
- Titre original : Caught with the Goods
- Réalisation : Nick Cogley
- Photographie : Phil Whitman
- Production : Mack Sennett
- Société de production : Triangle Film Corporation
- Société de distribution : Triangle Distributing Corporation
- Pays d'origine :  États-Unis
- Langue originale : anglais
- Format : noir et blanc — 35 mm — 1,37:1 — Film muet
- Genre : Comédie
- Durée : une bobine
- Date de sortie :
  - États-Unis : 11 mars 1917
- Licence : Domaine public

## Distribution
- Harry Gribbon
- Alice Jorgens
- Joseph Callahan
- Raymond Russell
- Marie Manley
- Don Likes
- Al Kaufman